# .bo
bo. دامنه اینترنتی کشور بولیوی است.